# Ann Peebles

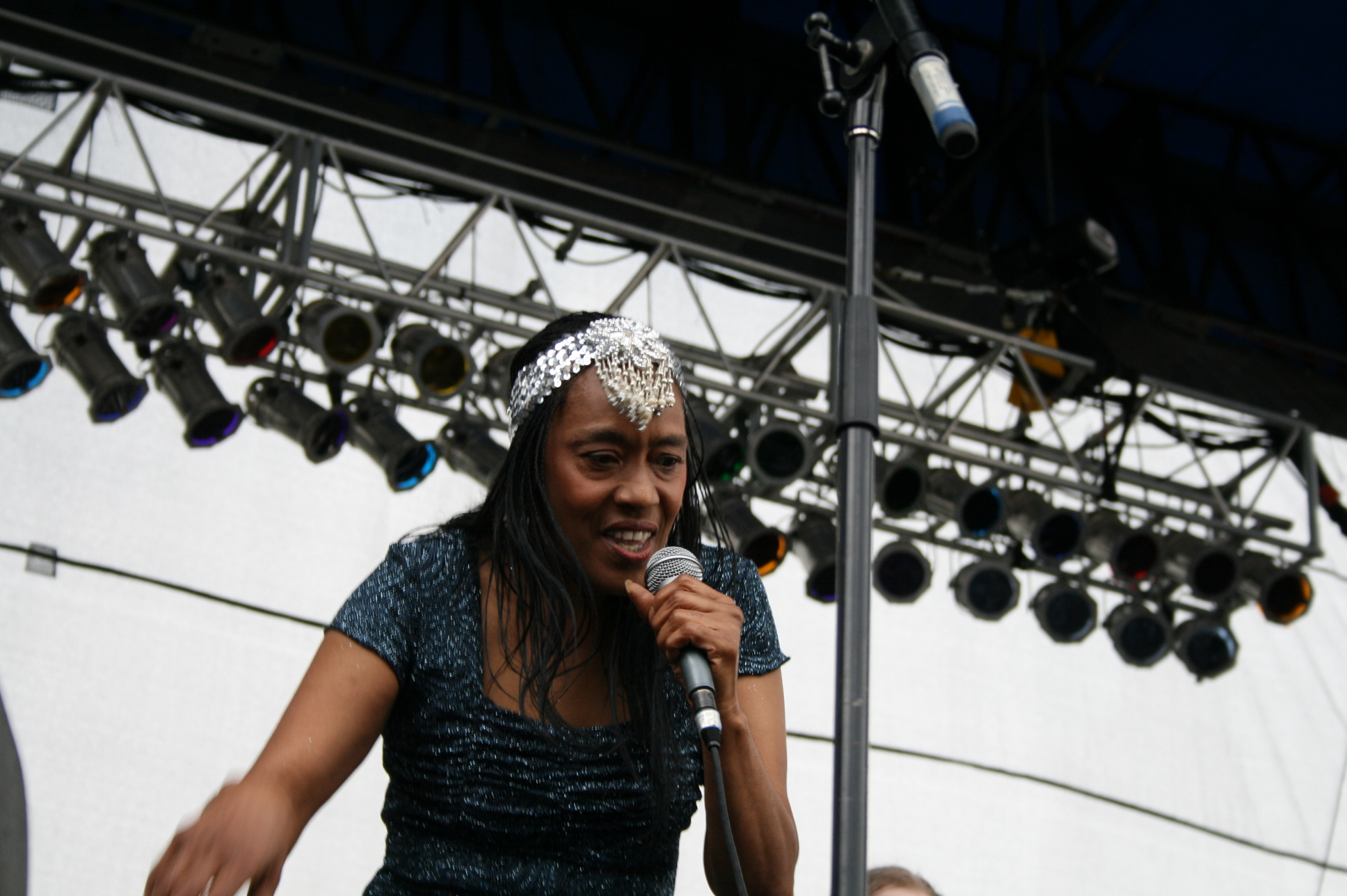
Concierto, 2007

Ann Lee Peebles (San Luis (Misuri), 27 de abril de 1947) es una cantautora estadounidense de soul y rhythm and blues.

## Biografía
Es la séptima de los once hijos de Perry y Eulah Peebles, y comenzó a cantar en el coro eclesiástico que dirigía su padre y su abuelo había fundado.
De adolescente, también cantaba en clubes de su ciudad natal, donde finalmente fue descubierta por Oliver Sain y contratada para su revista de R&B. Durante un concierto en Memphis en 1968, le ofrecieron un contrato con el sello Hi Records.
Además de su trabajo como cantante, Ann Peebles comenzó a escribir canciones con el cantante y compositor de Hi Records, Don Bryant. En 1974, Peebles y Bryant se casaron.
Durante la década de los 1970 tuvo varios éxitos como “I Can’t Stand the Rain”.

## Álbumes
- The flipside of ann peebles (1969)
- The handwriting is on the wall (1969)
- Ninetynine pounds (1971)
- I Can't Stand the Rain (1974)
- If this is heaven (1975)
- Ann peebles (1977)
- Fill this world with love (1996)